# Skumparp
Skumparp är en tätort och ett delområde i distriktet Bunkeflo, som ingår i stadsdelen Limhamn-Bunkeflo i Malmö stad. Distriktet Bunkeflo består av fyra delområden, Bunkeflo by, Vintrie, Skumparp och Naffentorp, var av Skumparp är det minsta på endast 23 hektar.
Skumparp är en av de gamla byarna i södra delen av Malmö kommun. Historiskt sett har byn tillhört Bunkeflo socken.

## Befolkningsutveckling
| Befolkningsutvecklingen i Skumparp 1990–2020 | Befolkningsutvecklingen i Skumparp 1990–2020 | Befolkningsutvecklingen i Skumparp 1990–2020 | Befolkningsutvecklingen i Skumparp 1990–2020 | Befolkningsutvecklingen i Skumparp 1990–2020 |
| -------------------------------------------- | -------------------------------------------- | -------------------------------------------- | -------------------------------------------- | -------------------------------------------- |
|                                              |                                              |                                              |                                              |                                              |
| År                                           |                                              |                                              | Folkmängd                                    | Areal (ha)                                   |
| 1990                                         | 1990                                         |                                              | 103                                          | 11#                                          |
| 1995                                         | 1995                                         |                                              | 104                                          | 12#                                          |
| 2000                                         | 2000                                         |                                              | 115                                          | 12#                                          |
| 2005                                         | 2005                                         |                                              | 153                                          | 15#                                          |
| 2010                                         | 2010                                         |                                              | 205                                          | 15                                           |
| 2015                                         | 2015                                         |                                              | 225                                          | 23                                           |
| 2020                                         | 2020                                         |                                              | 245                                          | 23                                           |
| Anm.: Ny tätort 2010. # Som småort.          |                                              |                                              |                                              |                                              |